# سيم سيتي (2013)
سيم سيتي (2013 ) (بالإنجليزية: SimCity)‏ هي لعبة فيديو تاريخ صدورها هو 2013 . وهي متوفرة على أجهزة ماك أو إس عشرة وويندوز . اللعبة من تطوير ماكسيس سوفتوير وهي من نشر إلكترونيك آرتس.